# Christiaan Brunings (schip, 1900)

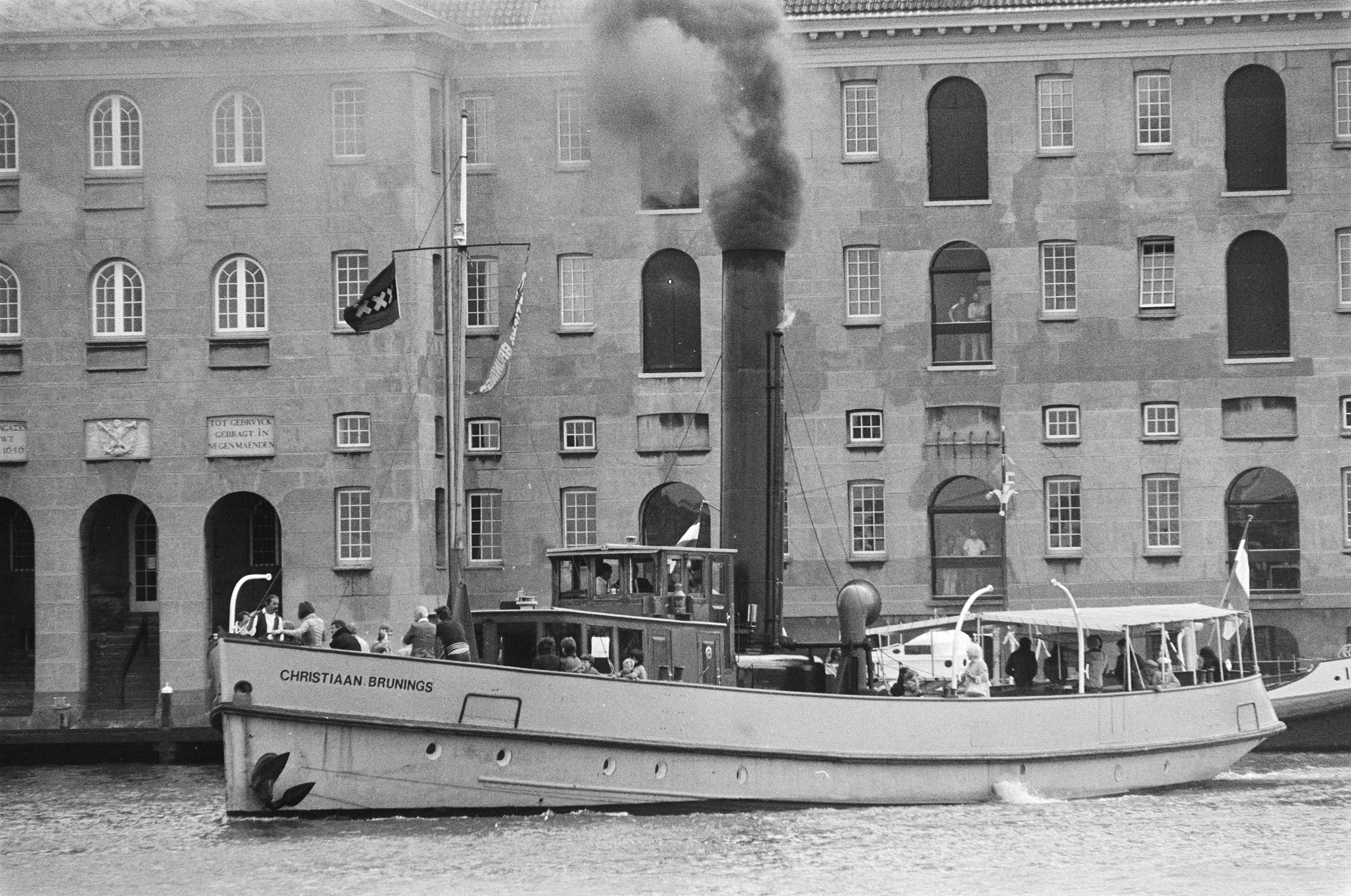
Stoomschip Christiaan Brunings; 5 juni 1981.

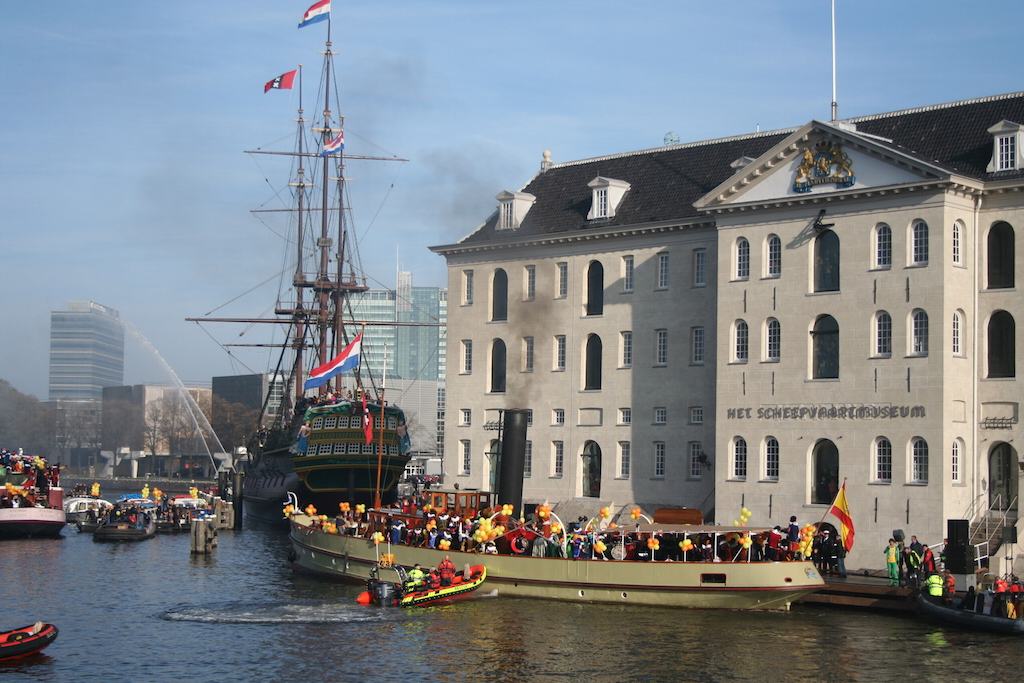
Stoomboot Christiaan Brunings tijdens de intocht van Sinterklaas in Amsterdam bij Het Scheepvaartmuseum; 13 november 2011. Foto: Erik Swierstra.

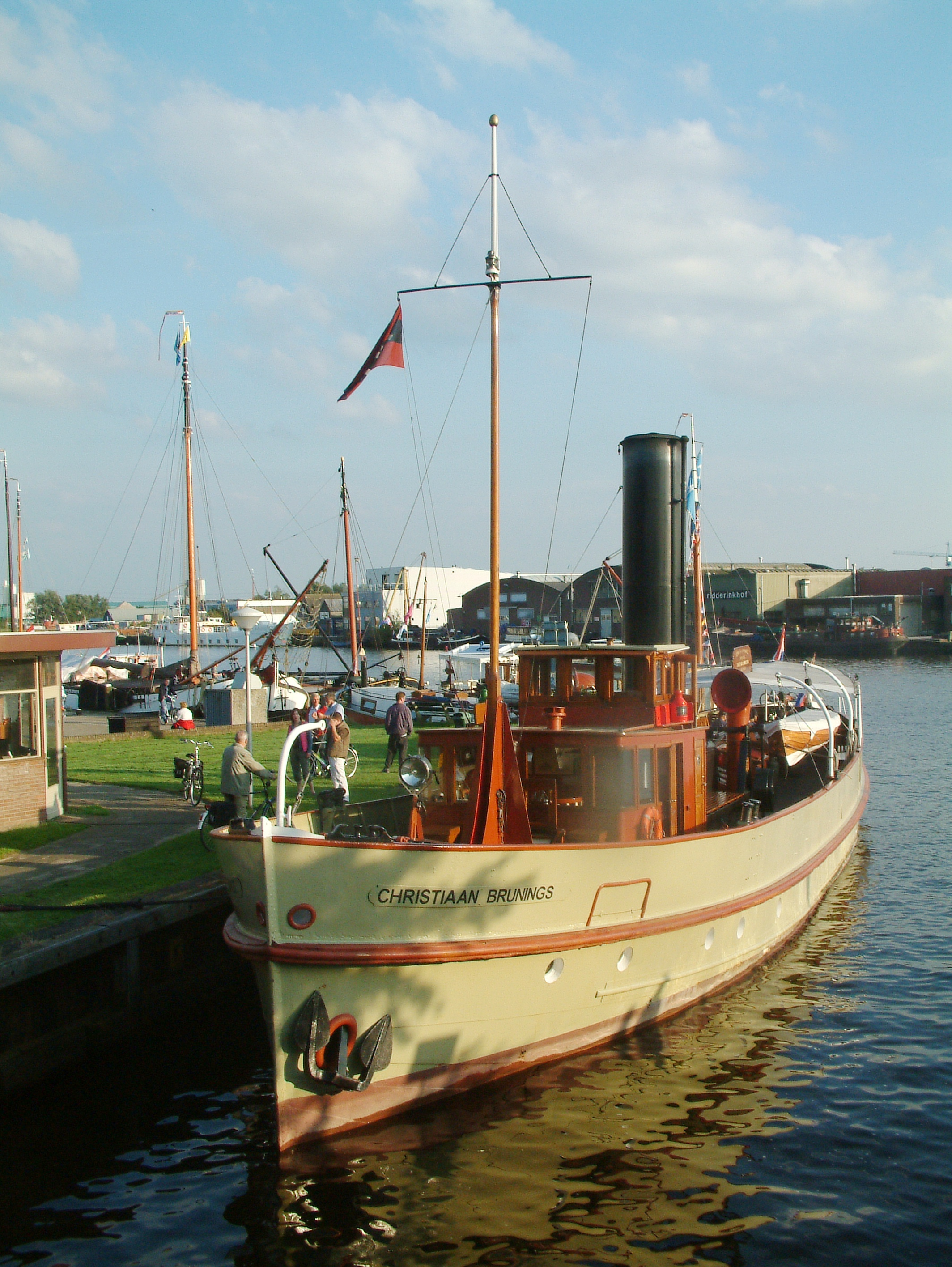
Bij Hassailt in 2007

De Christiaan Brunings is een stoomboot gebouwd in 1900 als directievaartuig op de Amsterdamse werf van Jan F. Meursing, met de romp van een ijsbreker. Het is genoemd naar Christiaan Brunings, een Nederlands waterbouwkundige, die wordt gezien als de grondlegger van Rijkswaterstaat. Het schip is als varend monument opgenomen in het Nationaal Register Varende Monumenten van de FONV met registratienummer 577 en onderdeel van de collectie van Het Scheepvaartmuseum.

## Geschiedenis
Het schip werd voornamelijk ingezet op de Waal en nevenrivieren, in Zuid-Holland en Zeeland. In de eerste Wereldoorlog werd het als bevoorradingsschip voor de Marine tussen Hellevoetsluis en Vlissingen gebruikt. In de Tweede Wereldoorlog lag het schip verborgen voor de vijand in de grienden langs de Oude Maas bij Spijkenisse. Na de oorlog werd het met de jaren steeds minder gebruikt, een stoommachine vraagt nu eenmaal meer inzet van mankracht en het opstoken van de ketel veel tijd. Het kon echter wel goed worden gebruikt waar de reizen goed te plannen waren, dus als meetvaartuig en het vervoerde bovendien tal van gasten van Rijkswaterstaat naar de Deltawerken. In 1967/1968 zocht Rijkswaterstaat een mogelijkheid om het schip voor de sloop te behouden. Het kon op 31 januari 1968 met steun van diverse bedrijven en particulieren tegen sloopwaarde van de Dienst der Domeinen worden overgedragen aan de Vereeniging Nederlandsch Historisch Scheepvaart Museum te Amsterdam.
Sinds 2003 wordt tijdens de intocht van Sinterklaas in Amsterdam gebruikgemaakt van de Christiaan Brunings, die afmeert bij Het Scheepvaartmuseum. Een passende locatie aangezien Sint-Nicolaas ook schutspatroon van de zeevarenden is. Sinds 2024 wordt als brandstof gebruik gemaakt van biobrandstof in plaats van steenkool.

## Ligplaats
De huidige vaste ligplaats van de Christiaan Brunings is bij Het Scheepvaartmuseum in Amsterdam.

## Scheepsspecificaties
| Kenmerken van het schip | Kenmerken van het schip |
| ----------------------- | ----------------------- |
| Brandmerk               | -                       |
| Originele meetbrief     | -                       |
| ENI-nummer              | 02006647                |
| Lengte                  | 31,25 m                 |
| Breedte                 | 6,66 m                  |
| Diepgang                | 1,89 m                  |
| Verplaatsing            | -                       |

### Voortstuwing
| Kenmerken van de voortstuwing | Kenmerken van de voortstuwing |
| ----------------------------- | --- |
| Stoommachine                  | compound-stoommachine van Jan F. Meursing uit Amsterdam. |
| Hogedrukcilinder              | - |
| Lagedrukcilinder              | - |
| Slag                          | - |
| Maximaal toerental            | 160 omwentelingen per minuut |
| Vermogen                      | 375 ipk met oppervlaktecondensatie |
| Keerkoppeling                 | Stephenson |
| Ketel                         | Schotse 2-vuurs ketel, kolengestookt, in 1926 gebouwd door de Rijkswerf. In 1998 vervangen door een vergelijkbare ketel uit 1952, gebouwd door Vlaardingsche Machinefabriek I.A. Kreber |
| Werkdruk                      | - |
| Lengte                        | - |
| Diameter                      | - |
| Verwarmd oppervlak            | - |